# رود جیو
رود جیو رودی است به دانوب می‌ریزد. این رود از کشور رومانی می‌گذرد.
در نزدیکی پتروشانی از تلاقی سرچشمه های ژیول د وست و ژول د استت تشکیل شده است.
به سمت جنوب از طریق شهرستان های رومانیایی Hunedoara، Gorj و Dolj جریان می یابد و سپس به دانوب در نزدیکی Zăval در چند کیلومتری بالادست شهر بلغارستان Oryahovo می ریزد. طول آن 339 کیلومتر (211 مایل) است، از جمله رودخانه سرچشمه آن Jiul de Vest. این حوضه 10080 کیلومتر مربع (3890 مایل مربع) دارد. دبی متوسط آن در دهانه 86 متر مکعب بر ثانیه (3000 فوت مکعب بر ثانیه) است. دره جیو بالا، در اطراف پتروشانی و لوپنی، منطقه اصلی استخراج زغال سنگ رومانی است.

## شهر ها ومركز شهر ها
شهرهای زیر در امتداد رودخانه جیو، از سرچشمه تا دهانه قرار دارند: پتروشانی (جیول د است)، لوپنی (جیول د وست)، بومبشتی-جیو، تارگو جیو، تورچنی، فیلیاسی، کرایووا.